# Гармати з бастіонів Чернігівської фортеці
Гармати з бастіонів Чернігівської фортеці — пам'ятка історії місцевого значення в Чернігові, розташована на території Валу. Складається з 12 гармат XVI–XVIII століть. 

## Історія
Наприкінці XVIII ст. Чернігівська фортеця втратила своє стратегічне значення і у 1799 році була ліквідована. Чернігівський козацький полк, як адміністративно-територіальну одиницю  було ліквідовано, а на його місці з'явилося Чернігівське намісництво. А однойменний воєнний підрозділ перетворився на карабінерний полк російської регулярної армія. Що стосується козацьких гармат, то після розформування полку їх передали у гарнізонні цейхгаузи. Отримав такі гармати і Чернігів, які потім ще доукомлектували 2 гарматами за Гадяча.
На місці колишніх укріплень з'явився Костянтинівський бульвар. Значно пізніше за ініціативи місцевої влади в південно-західній частині було вирішено встановити фортечні гармати.
Тарас Шевченко, перебуваючи в 1846 році в Чернігові, відвідав цитадель і написав:
|  | В цитадели древней крепости без лафетов лежат три больших крепостных пушки, довольно грубой работы, без украшений и надписей, к которому времени они относятся — неизвестно, — такие же пушки есть и в Городне. |

У 1896 році з артилерійського складу Київського військового округу надійшло чотири фортечні лафети конструкції полковника артилерії Анджея Венгловського та штабс-капітана Несвєтовича зразка 1856, 1865 років, непридатні для бойових дій. На них і встановили чавунні гармати.

Газета «Черниговские губернские ведомости» в номері від 18 лютого (2 березня) 1896 року писала: 
|  | Останні два-три дні в Чернігові пожвавлено йшли роботи по покладанню важких гармат Петра Великого на подаровані з високого дозволу Чернігову фортечні лафети. Першу гармату поклали на лафет учора, 17 лютого вранці, і зразу ж виставили на Валу. Серед дня на тому місці, де гармати покоїлись на землі кілька десятків років, підкотили лафет, і тут же зброю поклали на нього, а на вечір гармата була на Валу у всій бойовій красі. |

Неподалік знаходився меморіальний обеліск з написом, який повідомляв про час встановлення гармат. Однак до наших днів він не зберігся. Ці чотири гармати спеціалісти відносять до першої чверті XVIII ст. Існує легенда, що ці гармати подарував місту Петро І за мужність чернігівських козаків, проявлену в Північній війні. Згодом на Валу встановили ще вісім гармат.
Стволи мають різну довжину: 1,42 м, 1,64 м, 1,83 м, 2,07 м, 2,22 м, 2,47 м, 2,8 м. Гармати датовані XVII, XVIII, XIX століттями. За даними Військово-історичного музею артилерії, інженерних військ і військ зв'язку міста Ленінграда, крім наземних, на Валу знаходиться і ствол 3,5-футової (2,2 м) морської гармати початку XIX сторіччя. Довжина ствола 1,83 м. Стволи всіх гармат чавунні, лафети — сталеві. Заводські клейма на стволах гармат відсутні. Після Другої світової війни гармати були реставровані. Гармати не є історично достовірними: стволи XVII та XVIII століть, які мали б стояти на дерев'яних лафетах, встановлені на металеві лафети XIX століття.
Рішенням Чернігівської обласної ради № 286 від 31 травня 1971 року гармати з бастіонів Чернігівської фортеці взяті на державний облік як пам'ятка історії місцевого значення. Охоронний номер 43.
Територія історичного центру Чернігова, де розташовані гармати, з 1989 року є кандидатом на включення до списку Світової спадщини ЮНЕСКО (входить до т.з. попереднього списку — Tentative list).

## У міському фольклорі
У Чернігові існує міська легенда про 13-ту гармату: якщо дівчина не хоче йти на побачення з хлопцем, вона призначає йому побачення біля 13-тої гармати на Валу. Проте цієї гармати там просто не існує, на Валу всього 12 гармат.

## Галерея

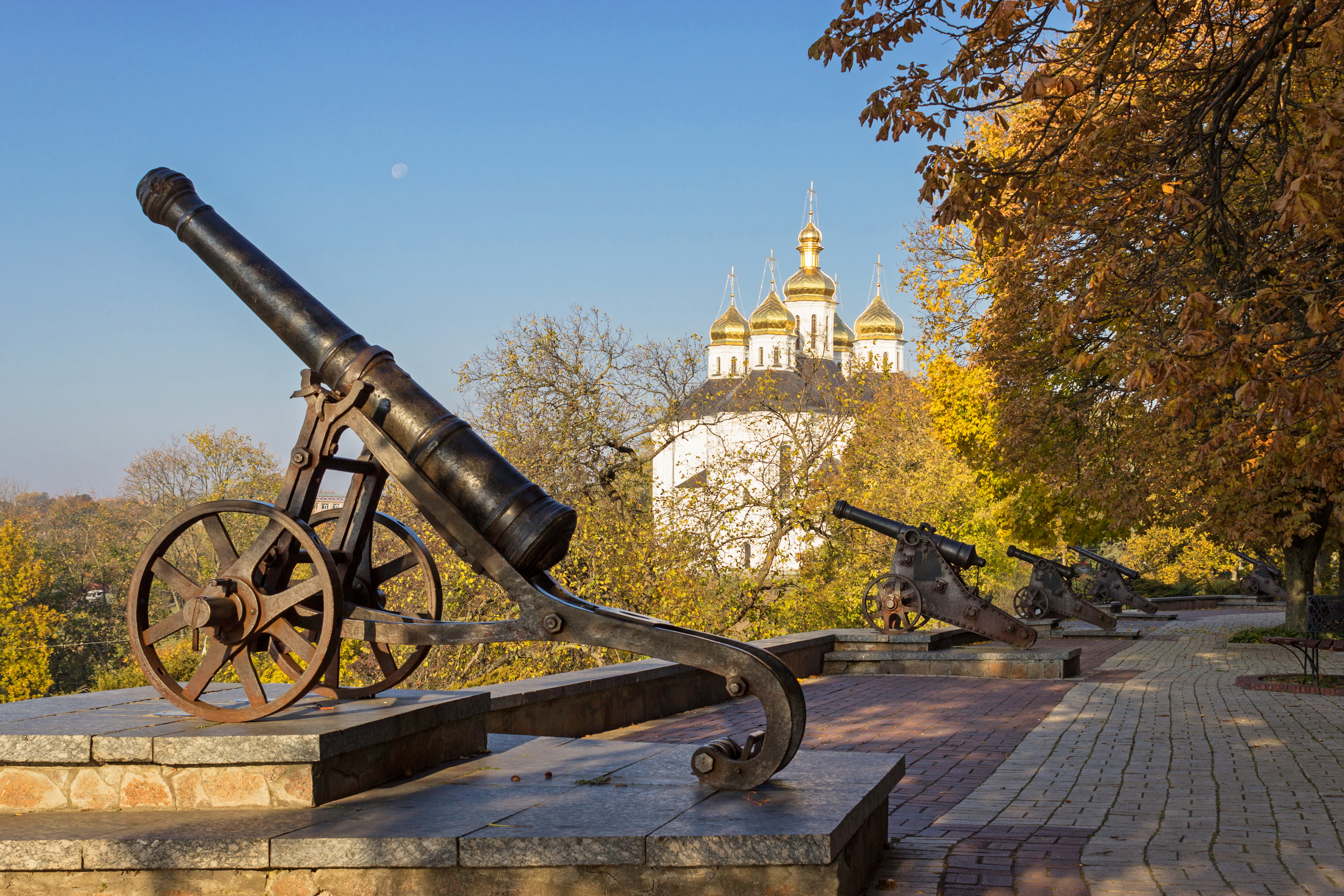
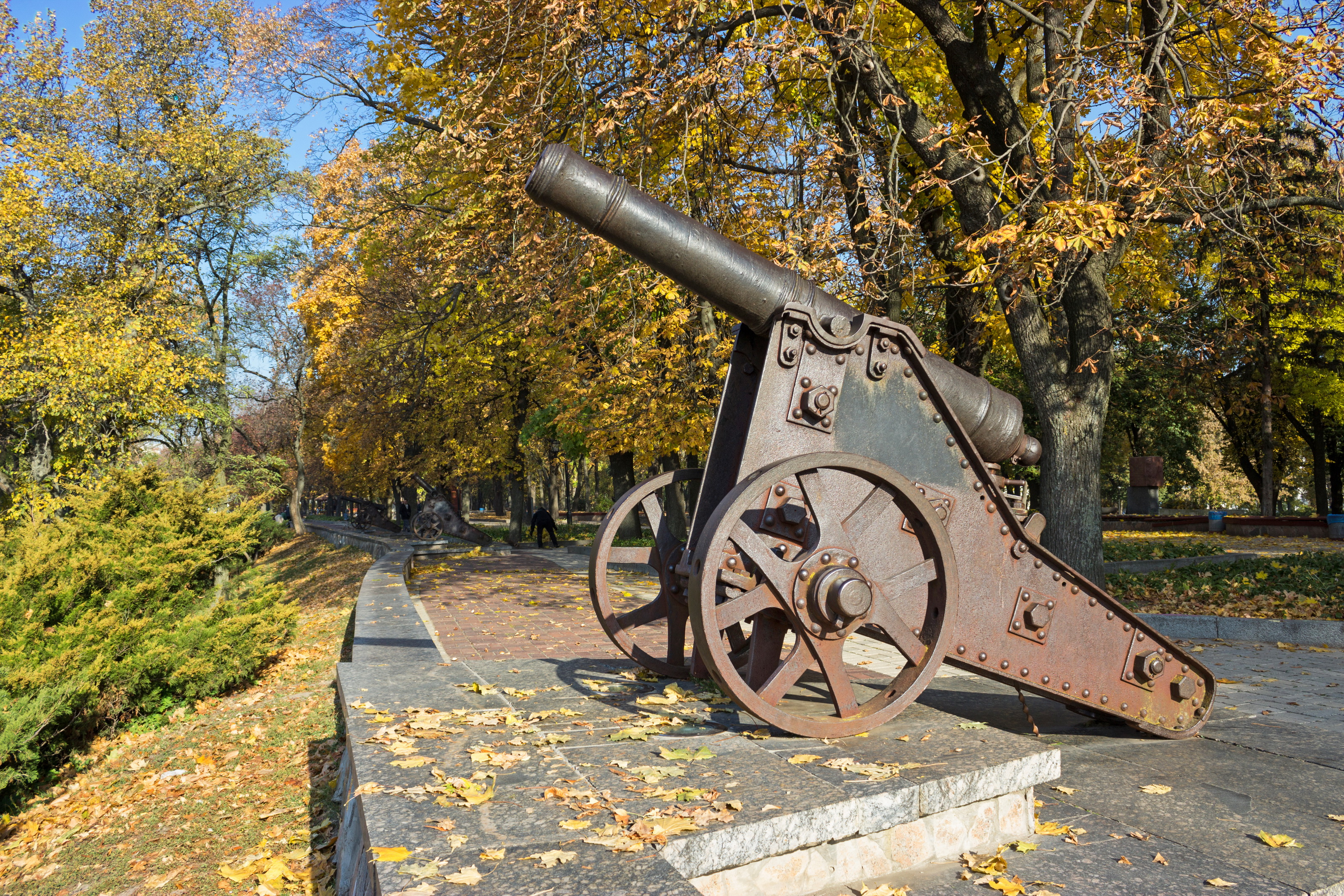
Гармата на лафеті Несвєтовича
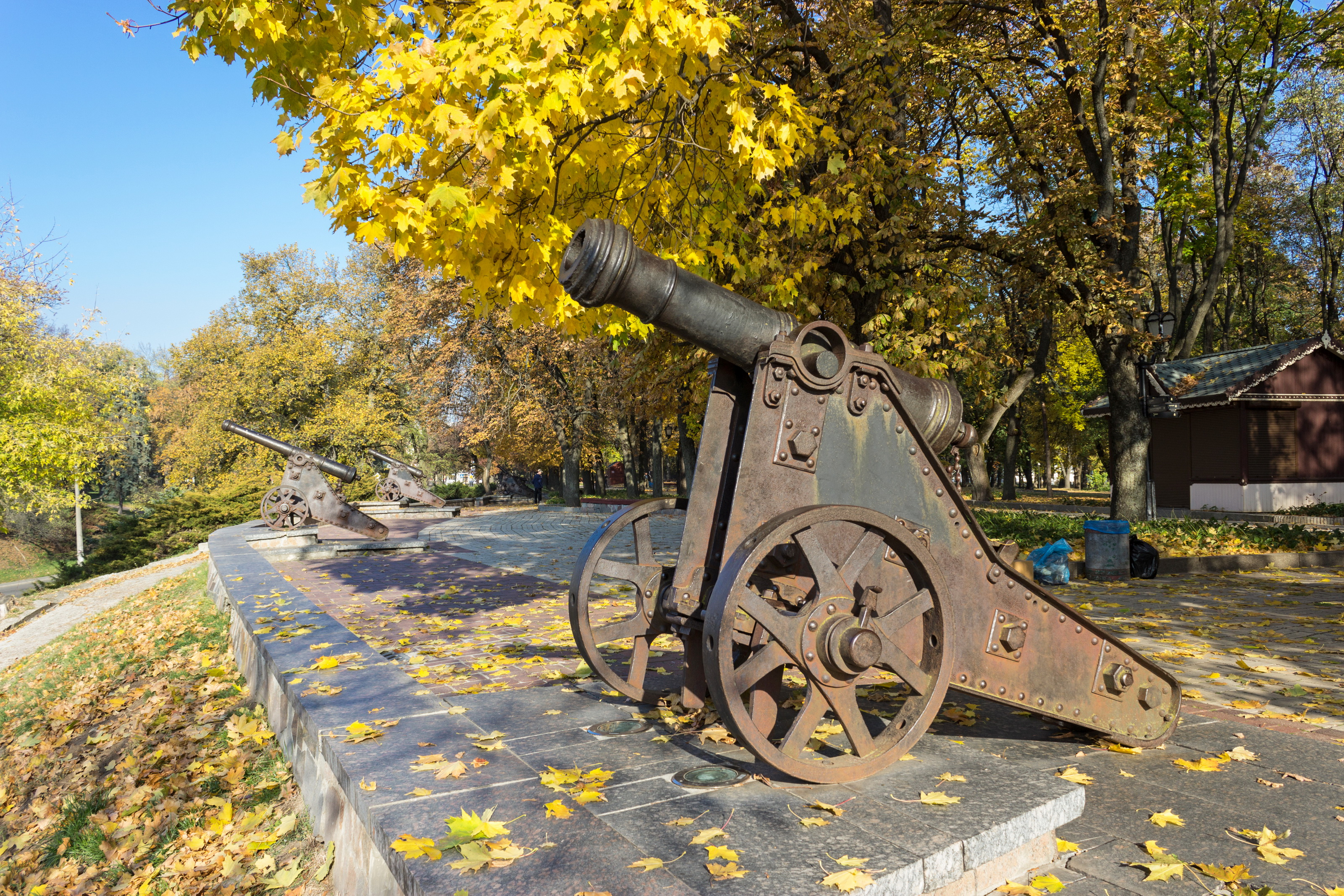
Гармата на лафеті Несвєтовича
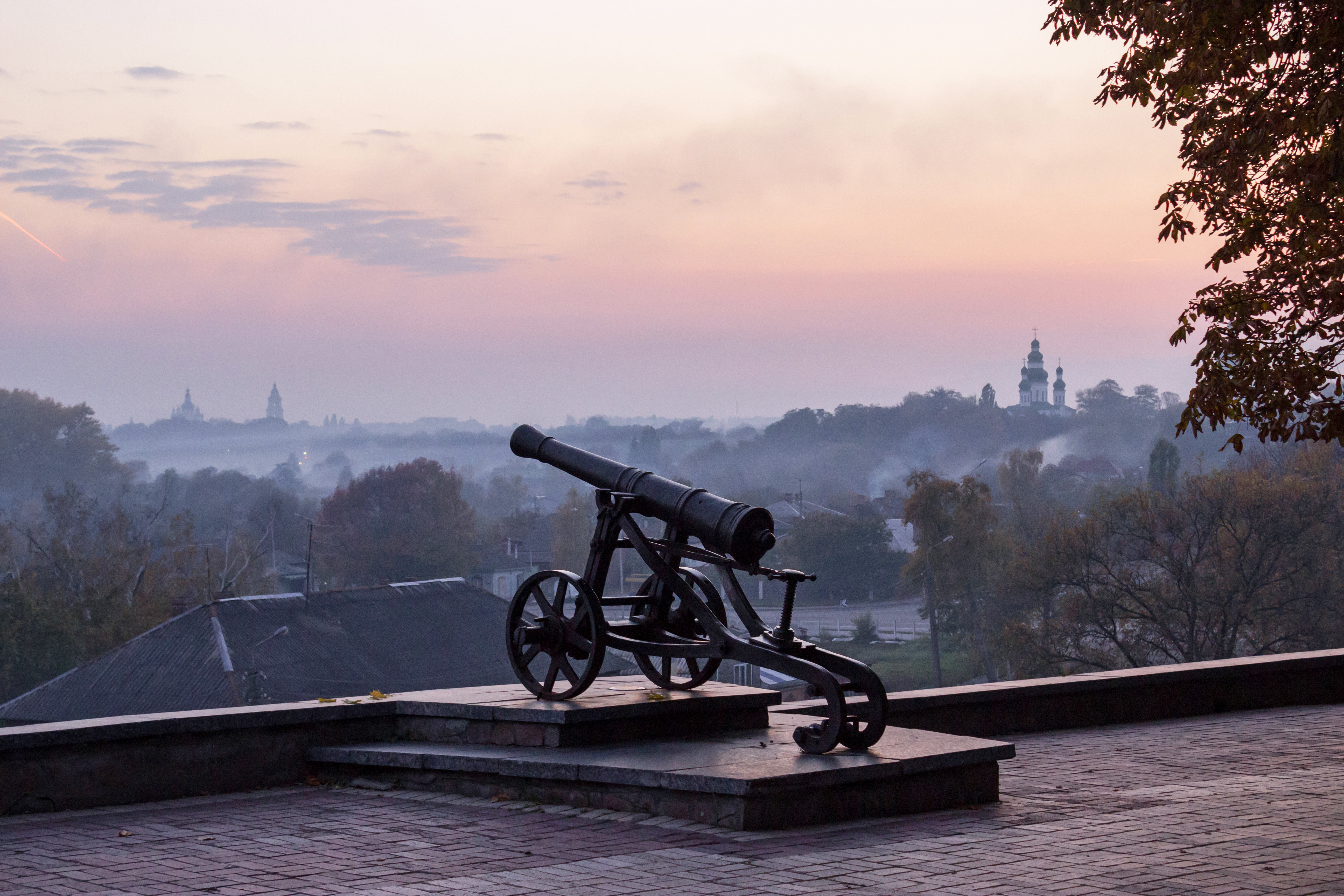
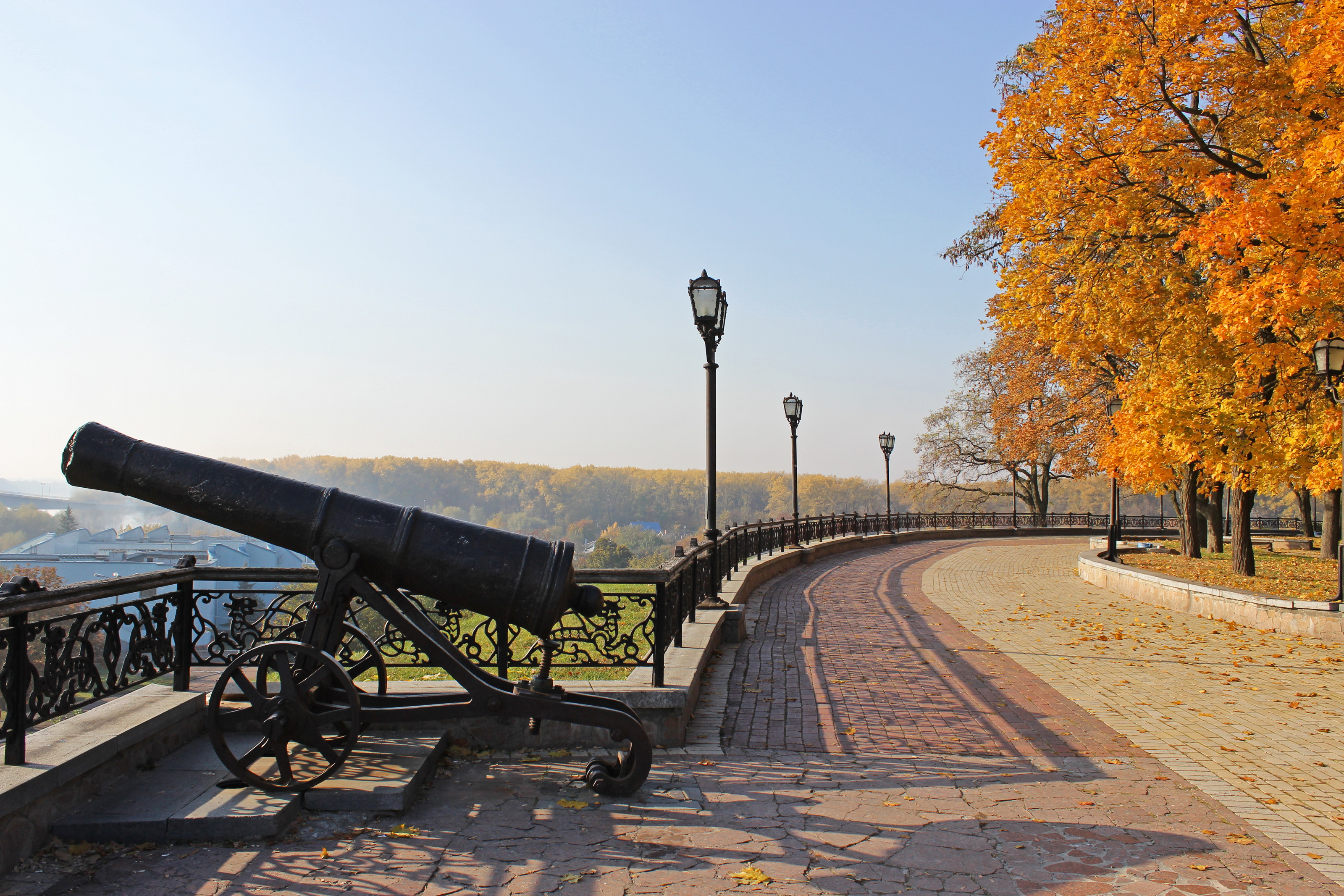
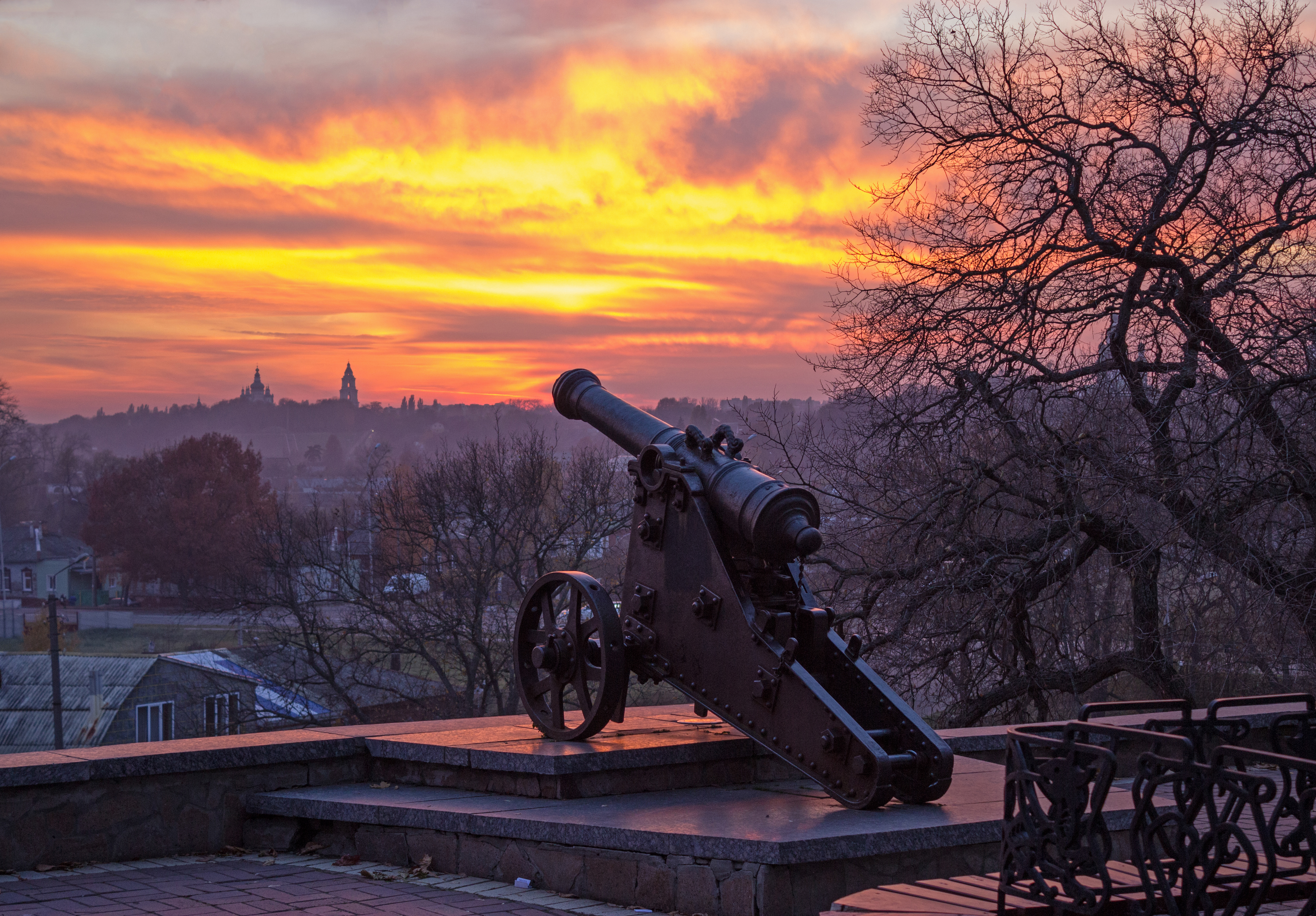
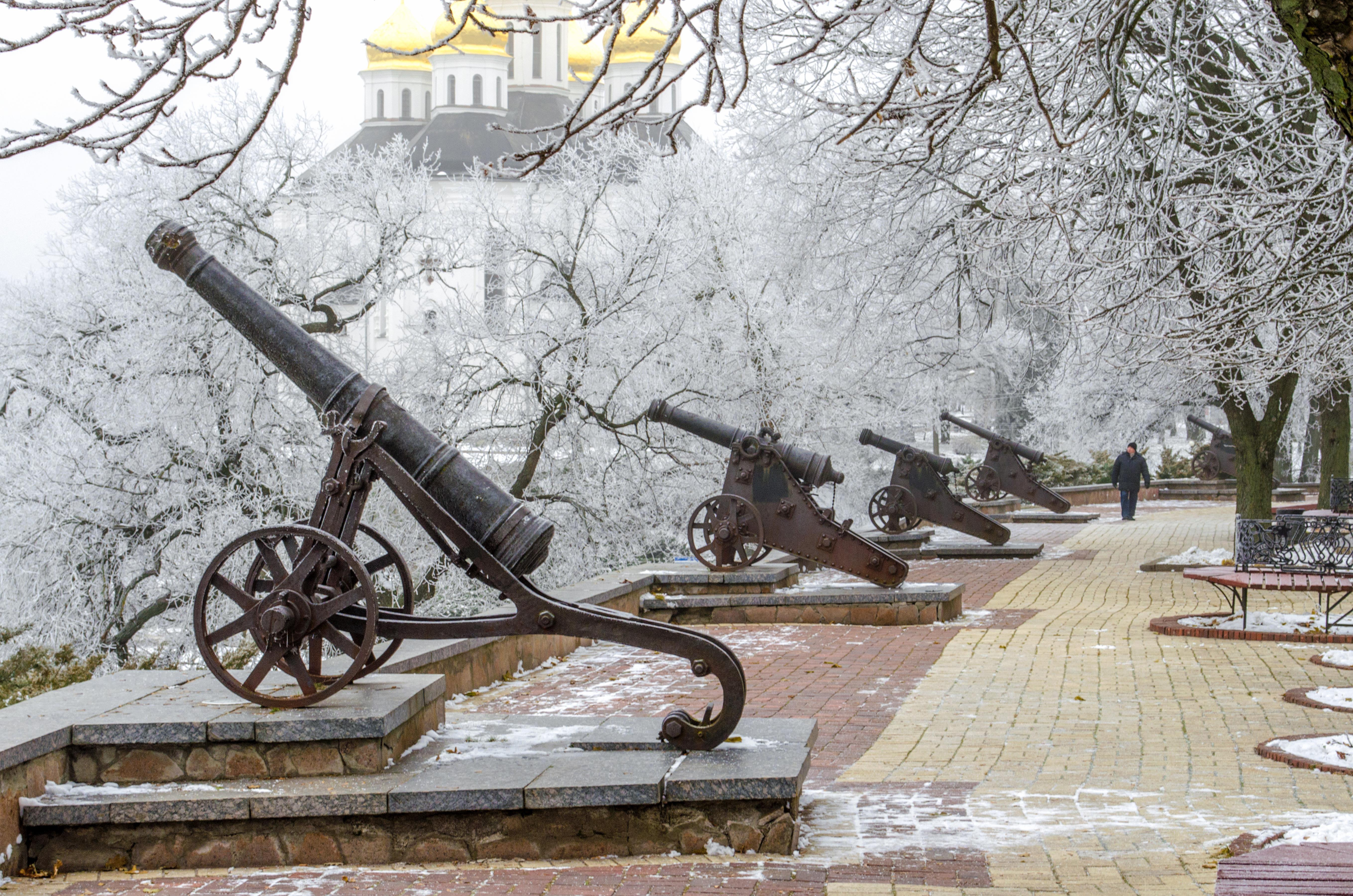
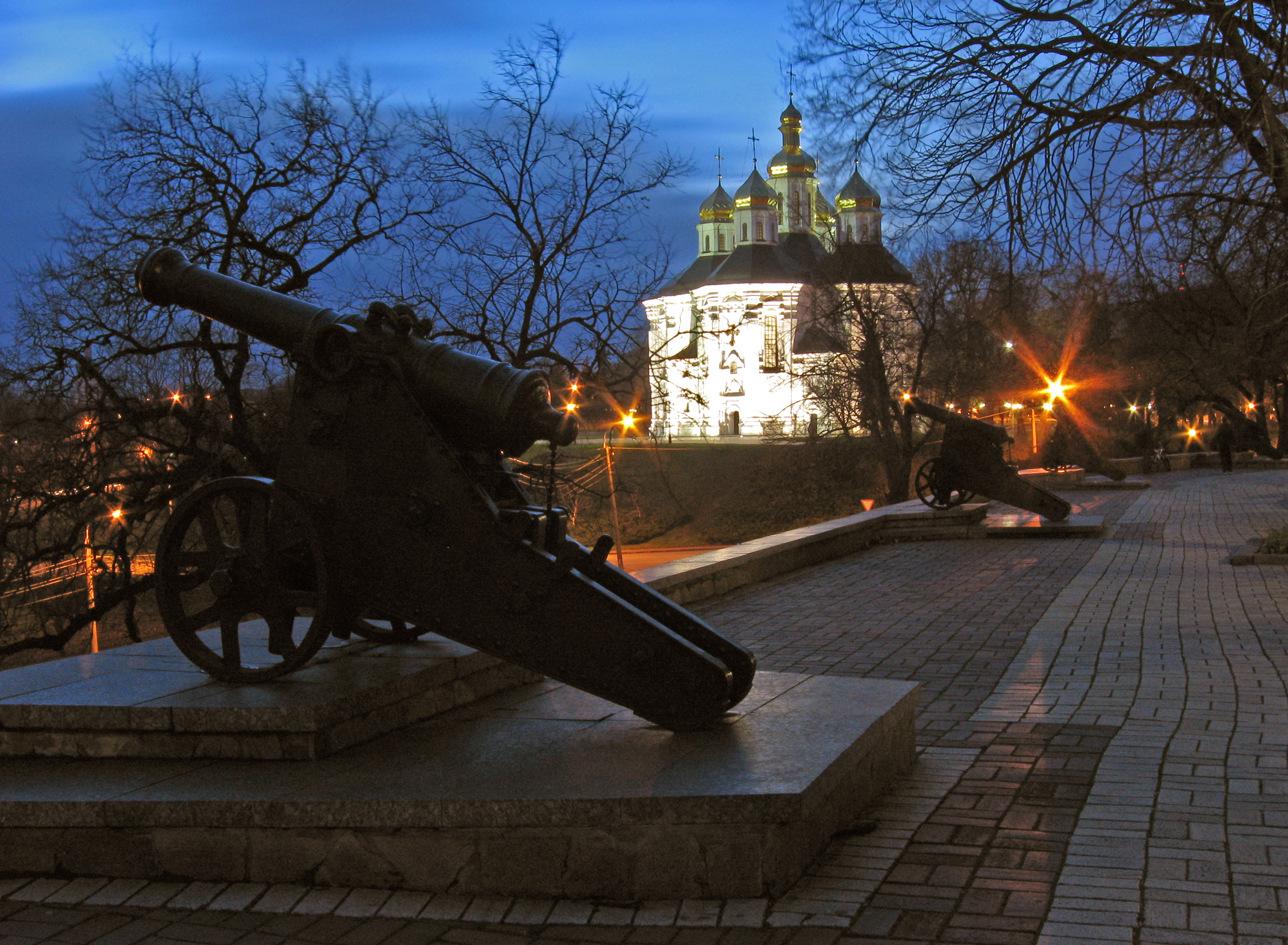
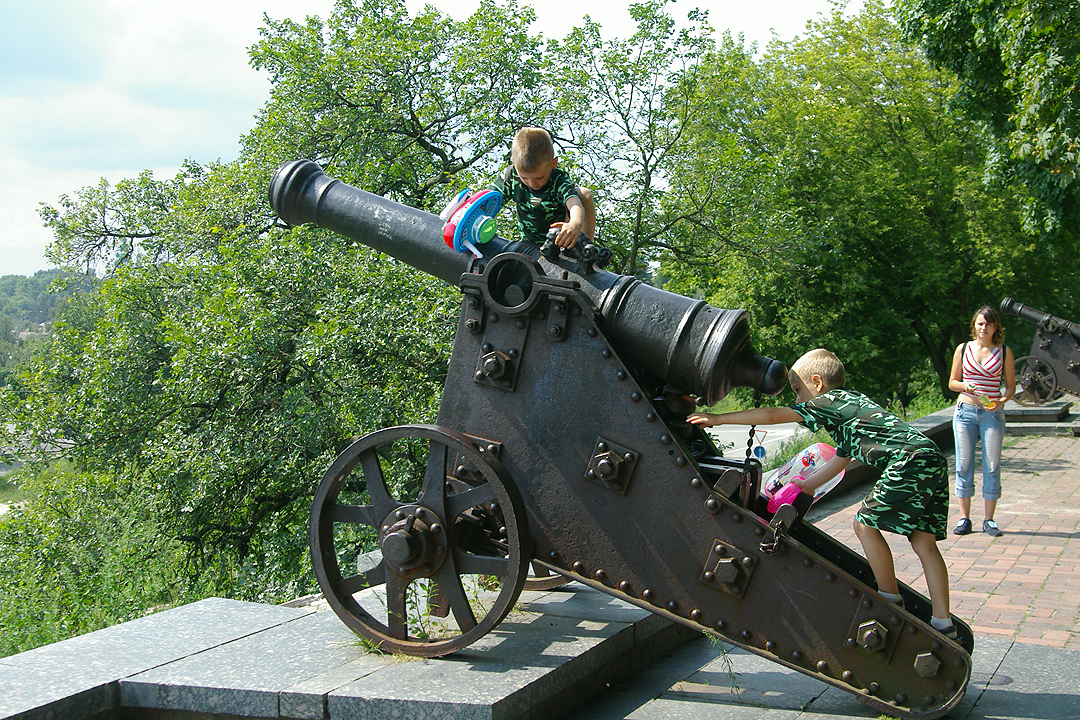
Гармата на лафеті Несвєтовича
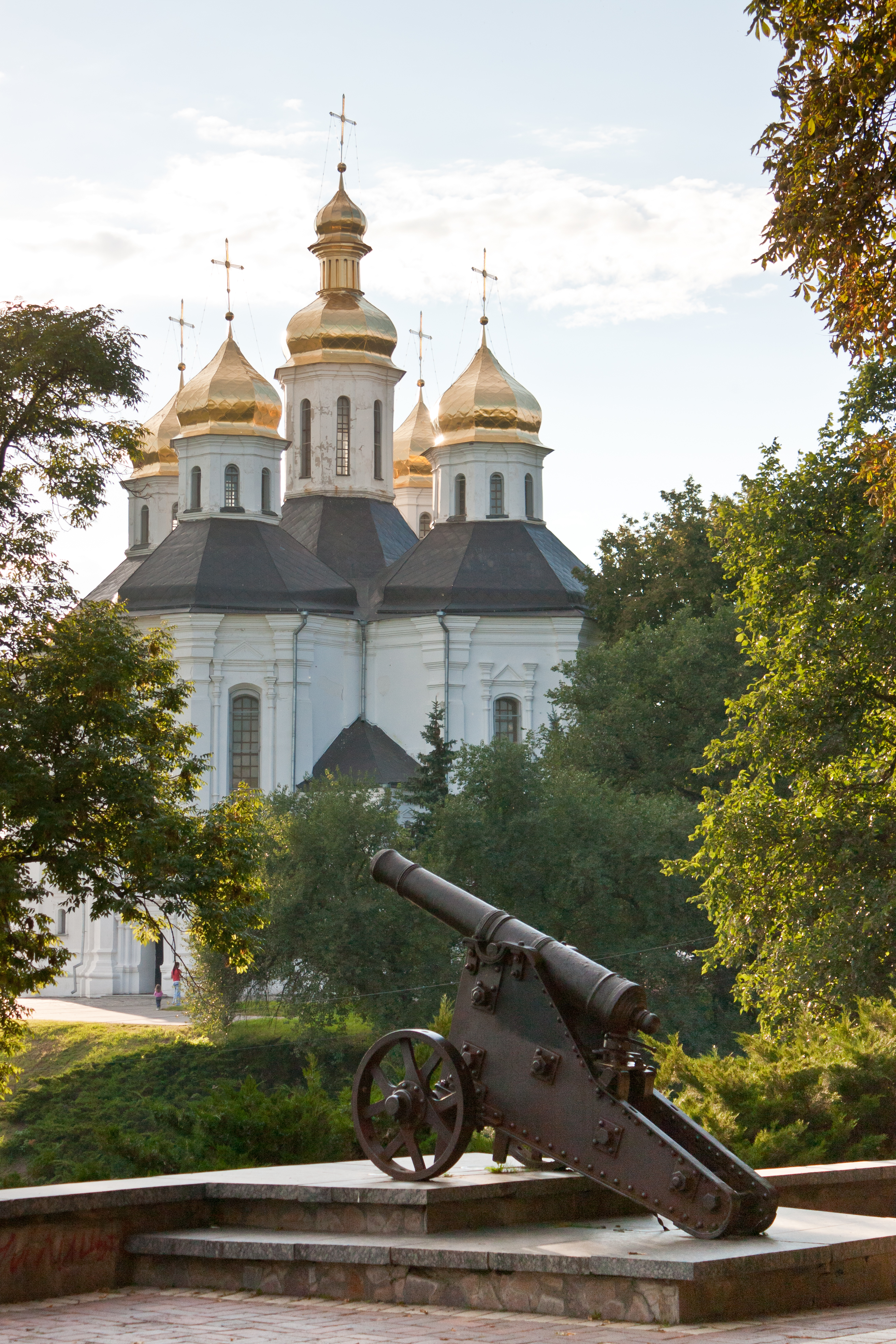
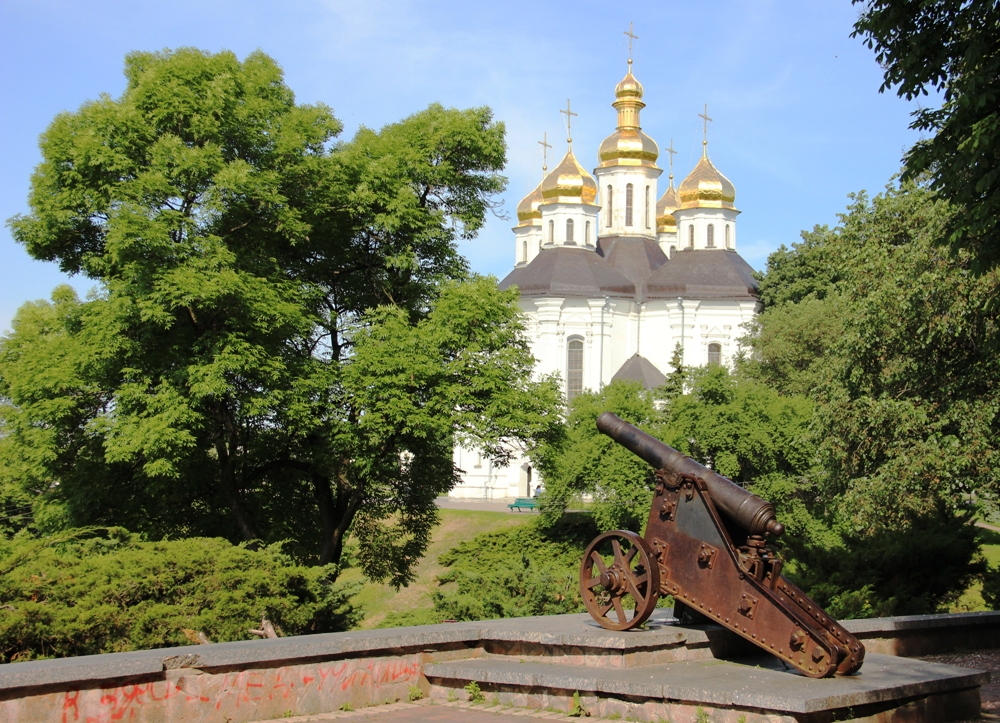
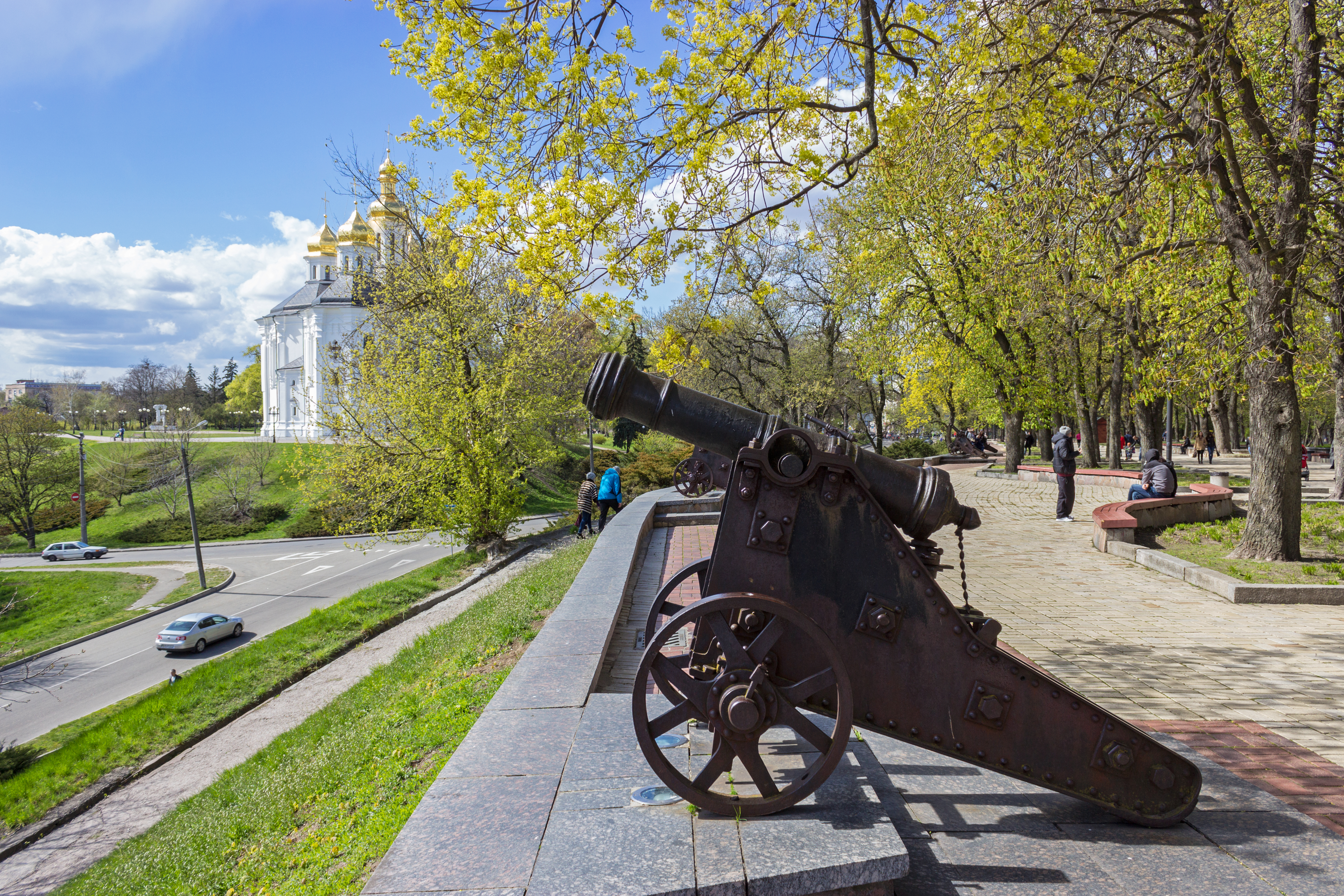
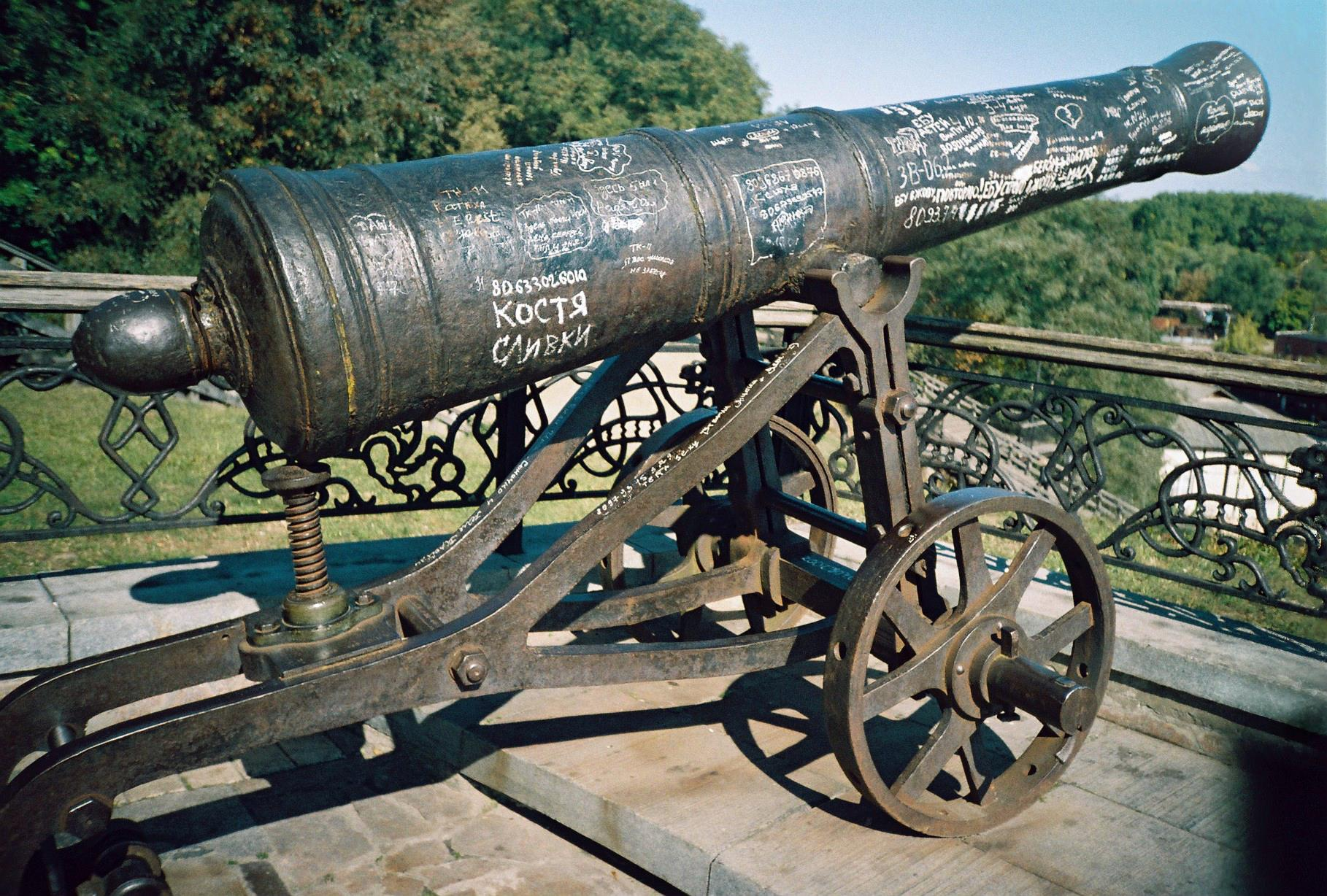
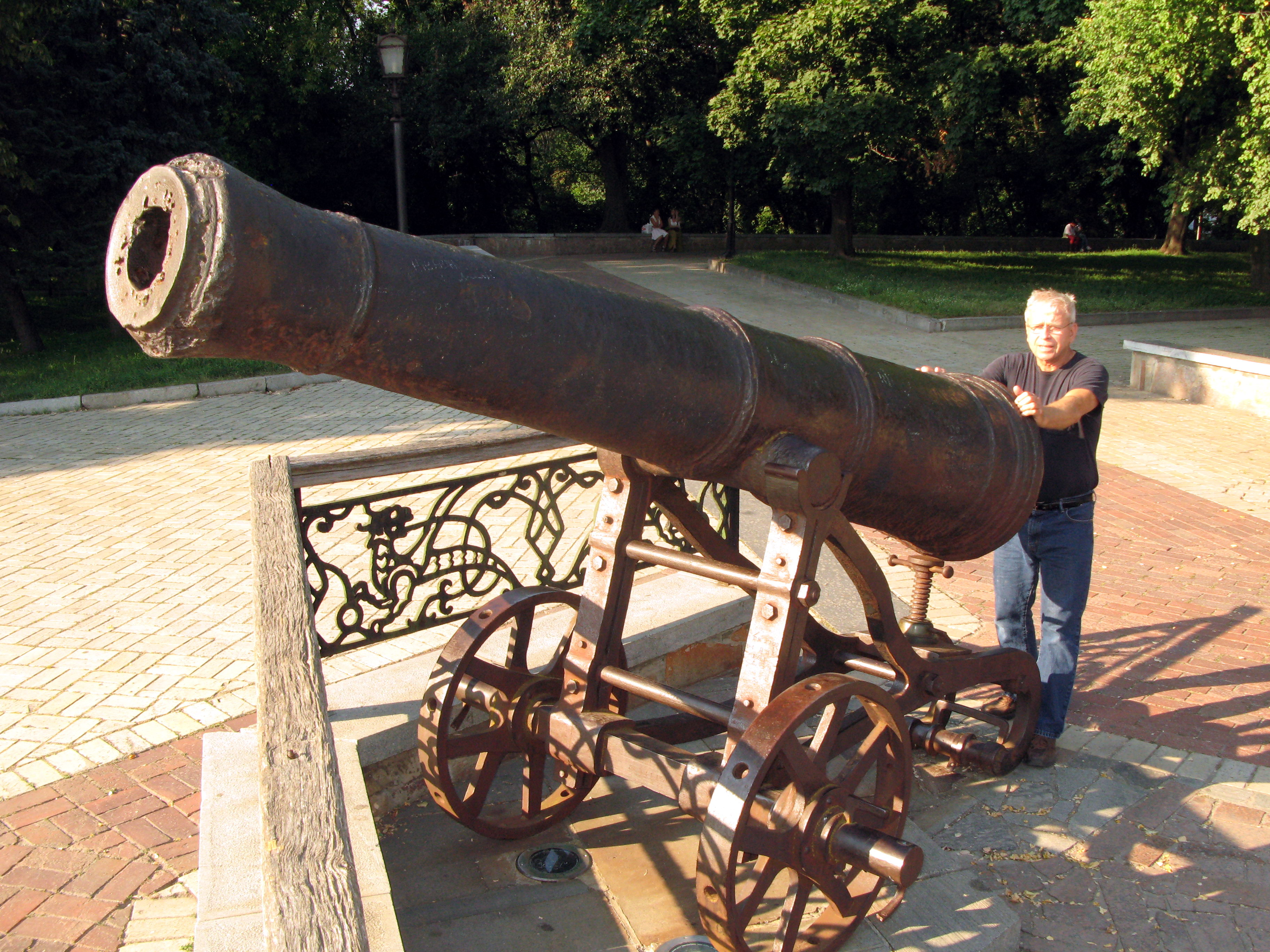
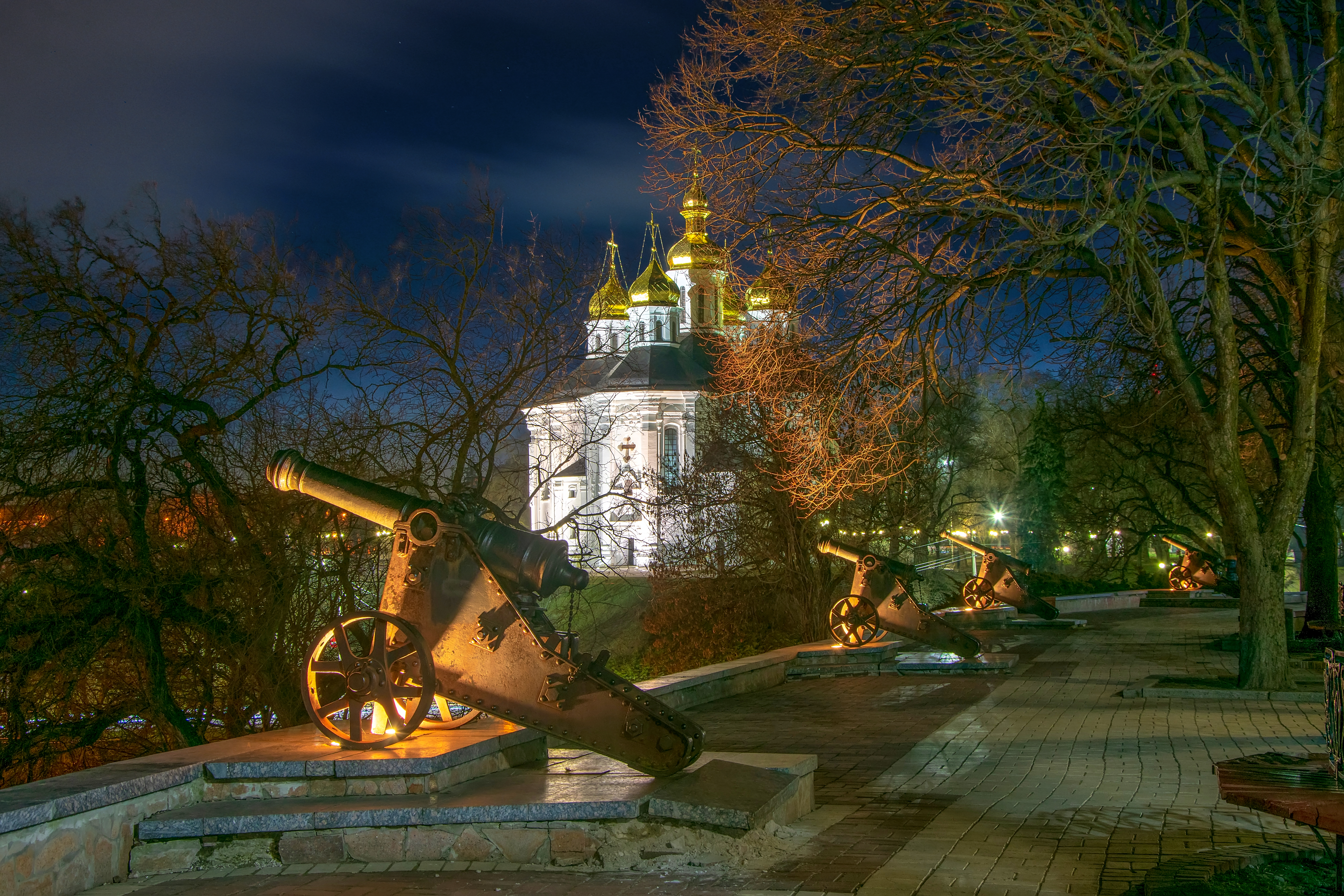
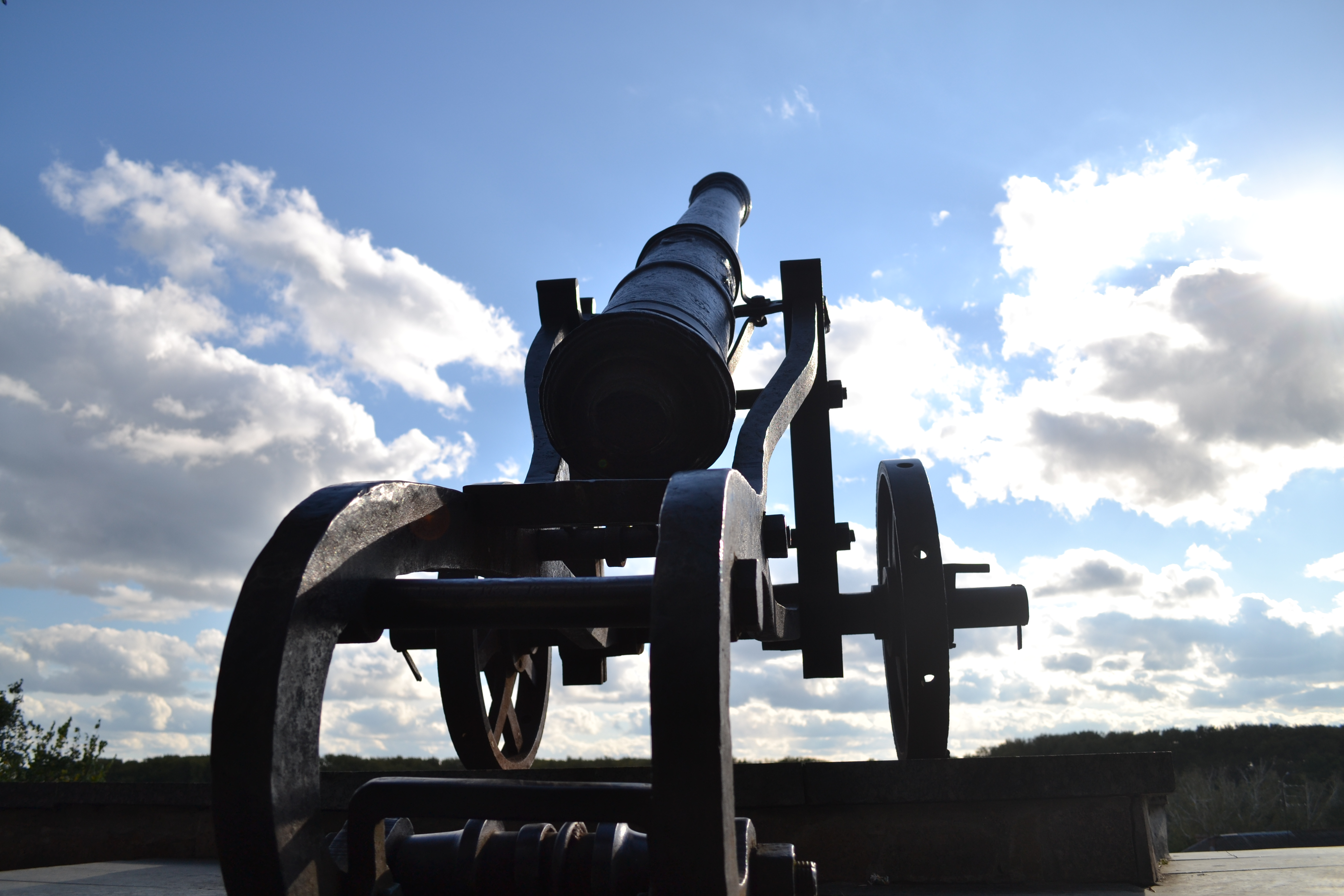
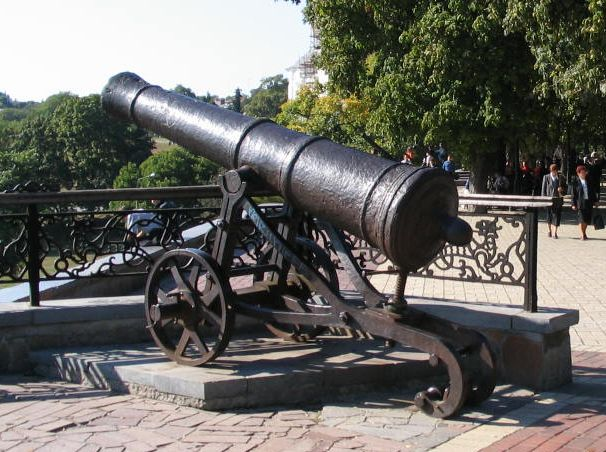
Гармата на лафеті Венгловського
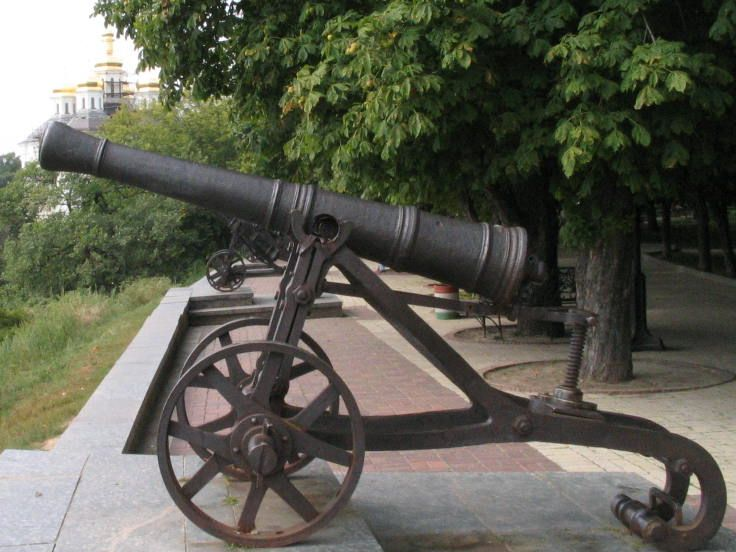
Гармата на лафеті Венгловського
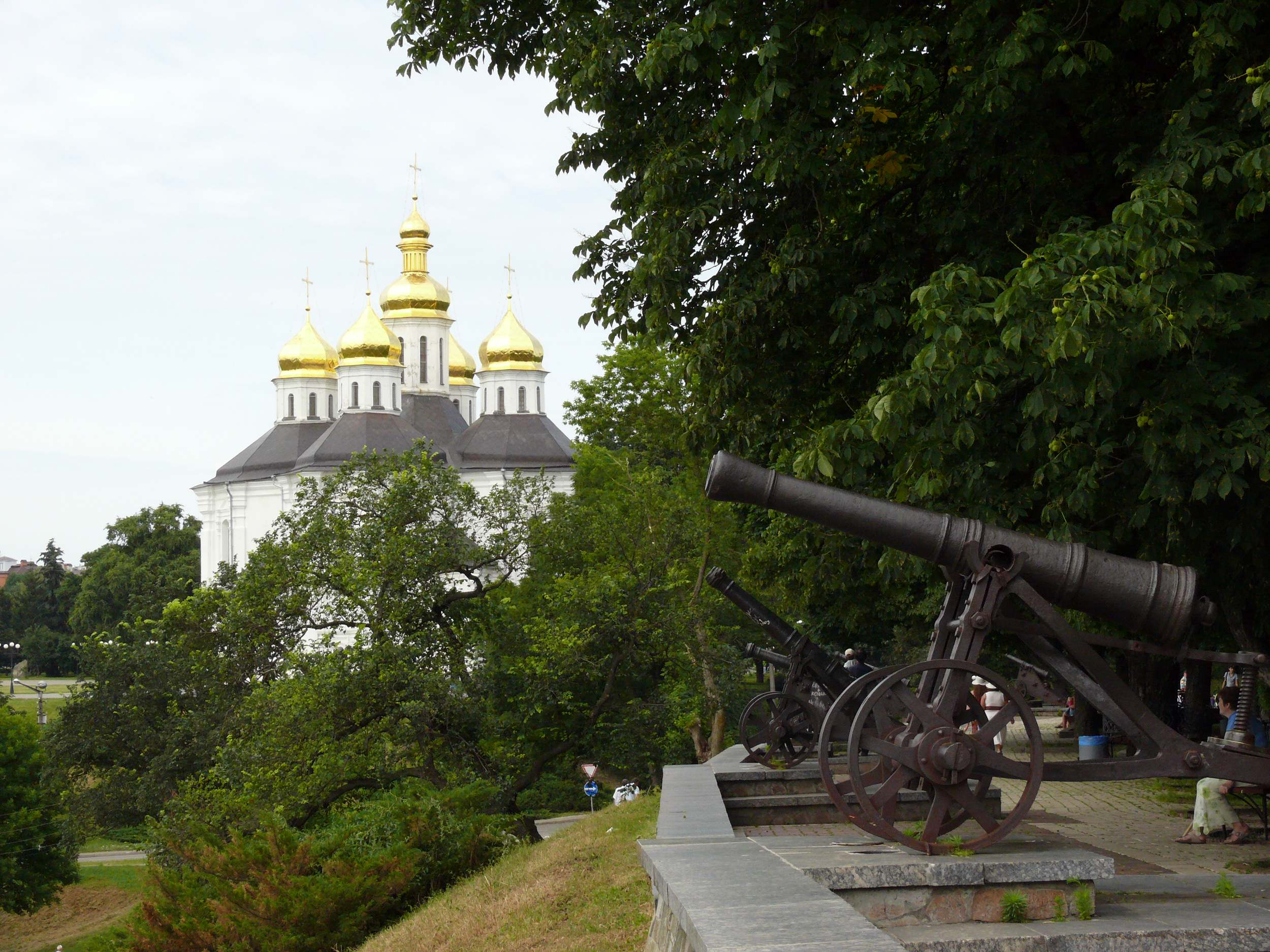